# Piet Wildschut
Pieter ("Piet") Wildschut (Leeuwarden, 25 de outubro de 1957) é um ex-futebolista neerlandês, que atuava como defensor.

## Carreira
Piet Wildschut fez parte do elenco da Seleção Neerlandesa de Futebol que disputou a Copa do Mundo de 1978.

## Títulos
- Países Baixos
  - Vice-Copa do Mundo de 1978

## Ligações Externas
- Perfil em FIFA.com (em inglês)